# Казальдуни
Казальдуни (итал. Casalduni) — коммуна в Италии, располагается в регионе Кампания, подчиняется административному центру Беневенто.
Население составляет 1602 человека (на 2001 г.), плотность населения составляет 69,08 чел./км². Занимает площадь 23,19 км². Почтовый индекс — 82030. Телефонный код — 0824.
Покровительницей коммуны почитается Пресвятая Богородица, празднование 16 июля.